# Нанка Серкеджиева
Нанка Динчева Серкеджиева (Витка) е българска офицерка (генерал-майор) от Държавна сигурност и партизанка. Тя е втората жена с генералско звание в българската история след Полина Недялкова и първата в Министерството на вътрешните работи. Дългогодишен началник на самостоятелния Отдел „Картотека и архив“, тя е и най-високопоставената жена в историята на българската Държавна сигурност.

## Биография
Нанка Серкеджиева е родена като Нанка Кръстева на 22 септември 1925 година в Пловдив в семейство на средно заможни земеделски стопани, преселници от Панагюрско. Баща ѝ Динчо Кръстев Динчев е член на Българската работническа социалдемократическа партия (тесни социалисти), бъдещата Българска комунистическа партия (БКП) от 1912 година и участва в Септемврийското въстание през 1923 година. Тя има двама по-големи братя и по-малка сестра – и те, и съпрузите им участват активно в партизанското движение, а при тоталитарния комунистически режим заемат висши постове в армията. Най-големият брат Илия Кръстев достига звание генерал-лейтенант и е дългогодишен ръководител на военното разузнаване.
През 1939 година Кръстева постъпва в гимназия в Пловдив, където през 1940 година става член на незаконния комунистически Работнически младежки съюз (РМС). През 1943 година е член на ръководството му за Пловдив, но организацията е разкрита, тя е изключена от гимназията и, след като се укрива известно време, на 12 август се присъединява към Партизанския отряд „Антон Иванов“. След като отрядът е разбит през март 1944 година, тя се укрива един месец в Пловдив, след което се присъединява към новосъздадения Партизански отряд „Георги Димитров“. Там през май е приета за член на БКП.
Нанка Кръстева се включва активно в насилията в Пловдив, последвали Деветосептемврийския преврат от 1944 година, и е назначена в областния комитет на РМС в Пловдив, но през 1945 година напуска по здравословни причини. През 1946 година се записва да учи агрономство в Пловдивския университет, като е отговорник на РМС в университета. На 8 декември се жени за Георги Серкеджиев – също партизанин от отряд „Антон Иванов“, който след това прави кариера в жандармерията, достигайки звание генерал-лейтенант – като семейството има двама синове (по-големият, Владимир Серкеджиев, по-късно е офицер в Държавна сигурност). През 1946 година тя се отказва от следването „поради майчинство, влошено здраве и тежко материално положение“.
През май 1947 година Серкеджиева подава заявление, с което иска да бъде назначена за началник на кадровото бюро при областното управление на Министерството на вътрешните работи в Пловдив, което е прието няколко седмици по-късно. На следващата година става началник служба в отделение „Кадри“ към Дирекцията на народната милиция. От 28 февруари 1950 г. е на работа в Централното управление на МВР като инспектор II степен. От 8 юли 1950 г. е на същата позиция в Шести отдел на Дирекция „Държавна сигурност“. На 1 юни 1951 година получава званието майор. През 1952 година става заместник-началник на Пети отдел (проверка на кореспонденция) в Държавна сигурност, като в служебните ѝ характеристики от този период е критикувана за прибързаност, излишна приказливост, склонност към критикуване и паника при допуснати грешки. През 1954 година тя ползва над 5 месеца отпуск по болест, част от който прекарва на лечение в Чехословакия, като през цялата ѝ кариера има продължителни периоди на боледуване.
През 1956 година Нанка Серкеджиева е прехвърлена в Осми отдел (картотека и архив). Малко след това е повишена в подполковник въпреки съпротивата на някои висшестоящи, позоваващи се на правилото жени без специално висше образование да не могат да получават офицерски звания. През 1958 година завършва двугодишна партийна школа при Партийния комитет. През 1962 година е повишена в полковник.
През 1963 година отделът за картотека и архив е преномериран на Трети отдел, а от 9 януари Серкеджиева е негов началник. На 6 септември 1969 година, оставайки началник на Трети отдел, получава и ранг на първи заместник-началник на управление със съответните привилегии, който запазва до 1972 година. През 70-те години е член е на Партийния комитет в МВР и на Бюрото на Комитета на българските жени. На 8 септември 1975 година е повишена в генерал-майор, като със същия указ съпругът ѝ е повишен в генерал-лейтенант. През 1976 година преминава двумесечен курс в контраразузнавателна школа на КГБ в Съветския съюз. През същата година става и кандидат-член на Централния комитет на БКП.
Нанка Серкеджиева остава начело на архива на Държавна сигурност до края на тоталитарния режим. Същевременно тя организира систематичното унищожаване на личните и работни дела, намиращи се в подразделенията на Държавна сигурност извън архива, като се запазят само личните дела на чужди граждани и по изключение и преценка на подразделенията - лични дела на отделни български граждани. При този процес са унищожени около 41% от съхраняваните от Държавна сигурност архивни единици.
Още в началото на 1990 година, със силно нежелание и под прекия натиск на вътрешния министър Атанас Семерджиев за пенсиониране на всички служители в пенсионна възраст, Серкеджиева подава молба за пенсиониране и е освободена от Държавна сигурност считано от 1 юни 1990 година.
През 1991 година започва следствие за унищожаването на архивите на Държавна сигурност, за което през януари 1992 година са обвинени вътрешният министър Атанас Семерджиев, ресорният заместник-министър Стоян Савов, който се самоубива в навечерието на съдебния процес, и началникът на архива Нанка Серкеджиева. След многократни връщания на обвинението от съда, съдебният процес започва през 2001 година, като през април 2002 година Серкеджиева е осъдена на две години затвор за унищожаването на 144 хиляди дела. Присъдата е обжалвана и върната за преразглеждане през 2003 година, след което прокуратурата не предприема никакви действа за продължаване на процеса.
Нанка Серкеджиева умира на 5 декември 2012 година.

## Военни звания
- лейтенант от народната милиция – 27 август 1947
- майор от ДС – 1 юни 1951
- подполковник от ДС – 18 август 1956
- полковник от ДС – 25 август 1962
- генерал-майор от ДС – 8 септември 1975

## Награди
- Медал „За боева заслуга“ – 20 май 1953[10]
- Орден „Червено знаме“ – 1956[12]
- Орден „9 септември 1944“ I степен – септември 1964[22]
- Почетна значка на КДС – 31 август 1965[22]
- Медал „МВР“ I степен – 3 август 1967[22]
- Медал „За заслуги за сигурността и обществения ред“ – октомври 1969[22]
- Орден „Народна република България“ I степен – 31 август 1974[14]
- Орден „Народна република България“ I степен – 22 септември 1975 (по случай нейната 50-годишнина)[14]
- Герой на социалистическия труд – 20 септември 1985 (по случай нейната 60-годишнина)[15]
- Орден „9 септември 1944“ I степен с мечове – септември 1986[15]
- Почетен сътрудник на Държавна сигурност – 4 май 1989 (най-висшата награда на съветския КГБ)[15]